# Jan Philipp Reemtsma

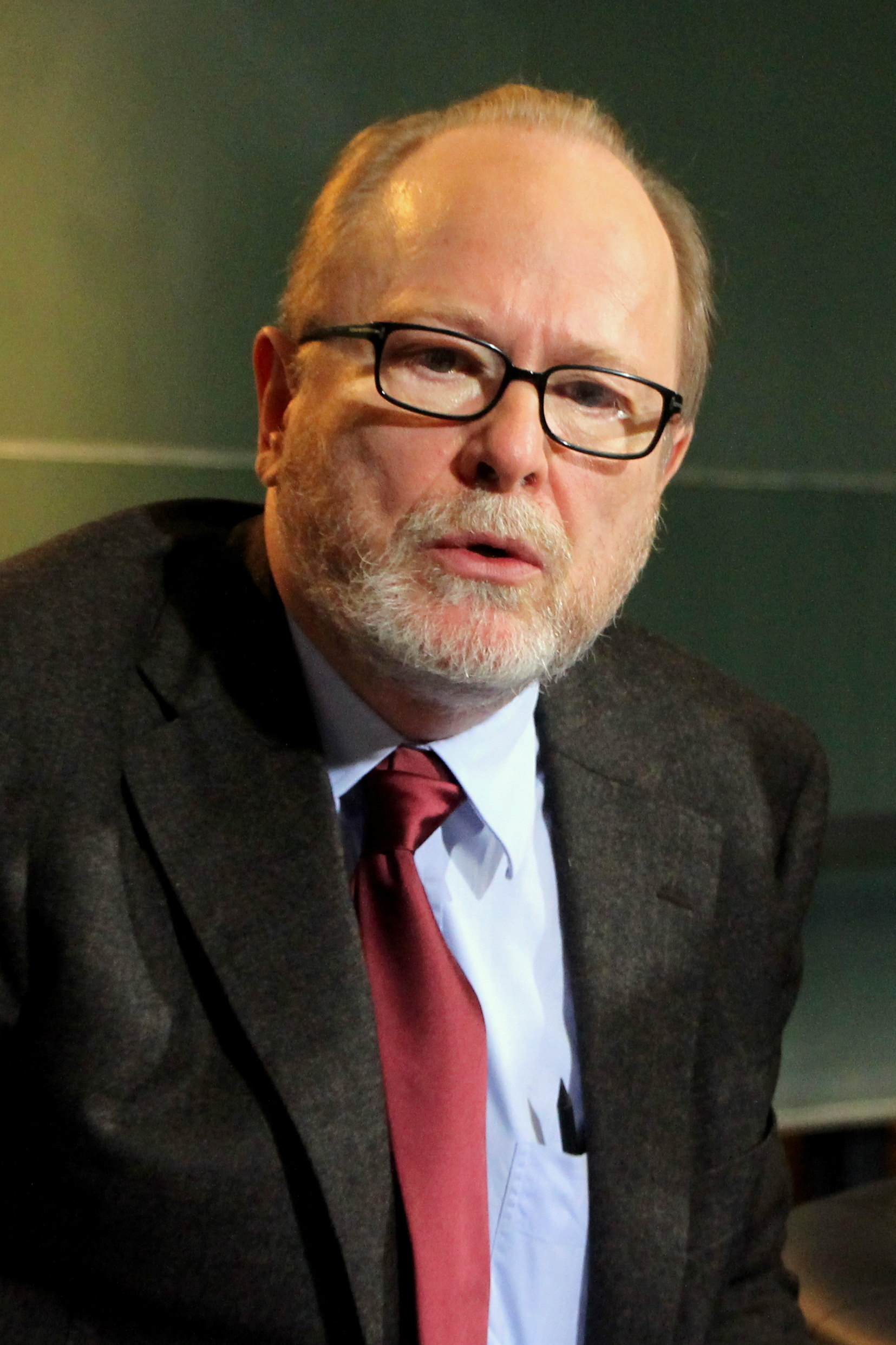
Jan Philipp Reemtsma, 2014

Jan Philipp Reemtsma (* 26. November 1952 in Bonn) ist ein deutscher Literatur- und Sozialwissenschaftler, Publizist und Mäzen. Er ist der Gründer und war bis 2015 Leiter des Hamburger Instituts für Sozialforschung.
1996 wurde Reemtsma entführt und erst nach einer Zahlung von etwa 30 Millionen DM Lösegeld wieder freigelassen.

## Leben und Wirken

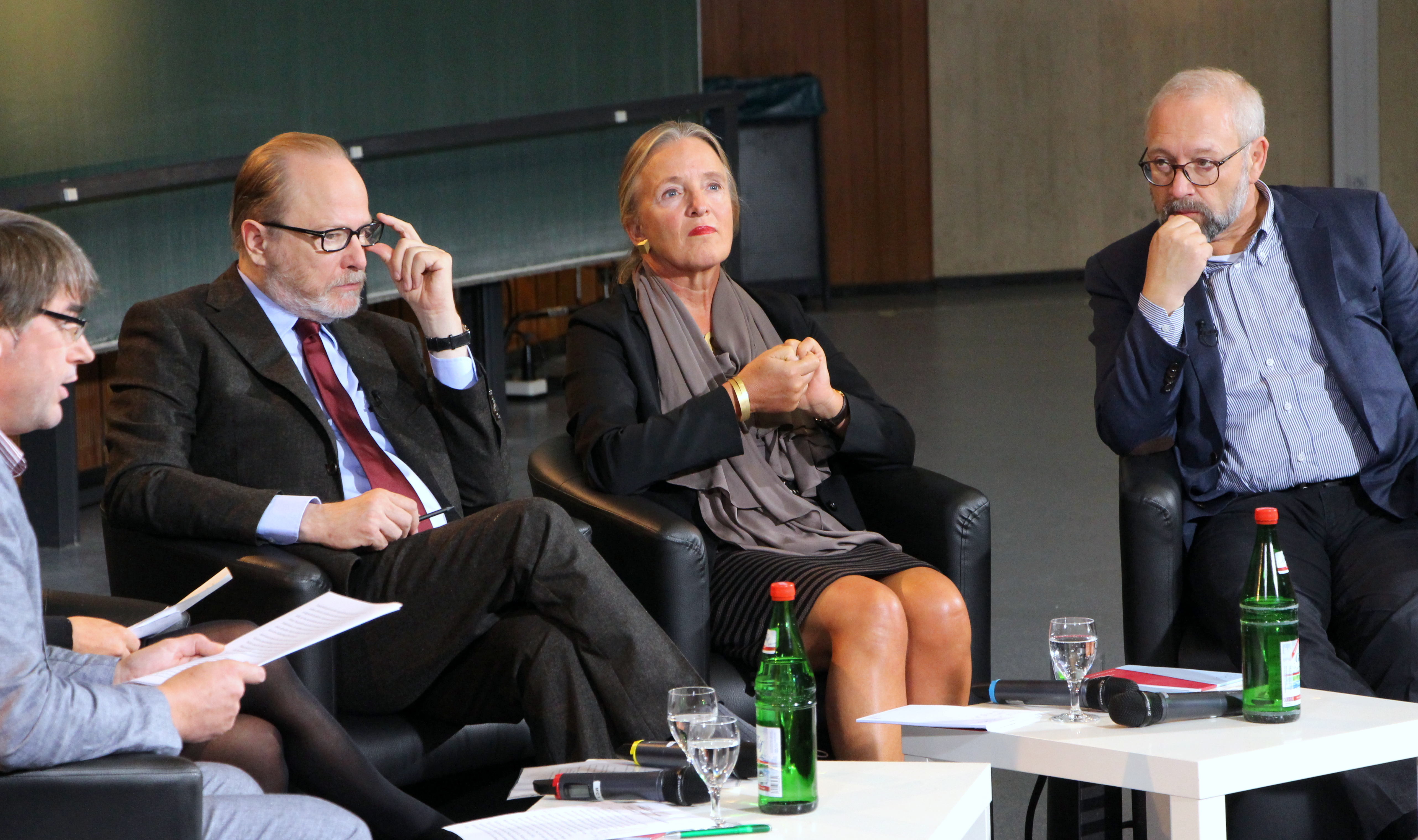
Reemtsma (2. v. l.) auf dem Göttinger Historikertag 2014, mit dem Moderator Christoph Classen (ganz links), Ute Frevert und Herfried Münkler

Jan Philipp Reemtsma stammt aus der Familie Reemtsma und ist der Sohn des Zigarettenfabrikanten Philipp Fürchtegott Reemtsma und dessen zweiter Ehefrau Gertrud, geb. Zülch (1916–1996), einer Tochter des früheren Oberbürgermeisters von Allenstein, Georg Zülch. Er wuchs im Hamburger Stadtteil Blankenese auf und besuchte das Gymnasium Christianeum in Othmarschen. Nach dem Abitur studierte Reemtsma Literaturwissenschaft und Philosophie an der Universität Hamburg. Dort wurde er 1993 zum Dr. phil. promoviert. In seiner Dissertation „Das Buch vom Ich“ befasste er sich mit Christoph Martin Wielands Briefroman Aristipp und einige seiner Zeitgenossen.
Nach Vollendung des 26. Lebensjahres durfte Reemtsma laut Testament seines Vaters über sein Erbe verfügen. Seine Anteile an den Reemtsma Cigarettenfabriken GmbH verkaufte er 1980 an Tchibo; seither hat er keine Verbindungen mehr zur Firma. Mit einem Vermögen von 700 Millionen Euro zählt ihn das Manager Magazin zu den 150 reichsten Deutschen.
Reemtsma widmet sich persönlich der Literatur und Wissenschaft und ist ein Mäzen für kulturelle, wissenschaftliche und politische Initiativen.

### Entführung
Am 25. März 1996 wurde Reemtsma Opfer einer Entführung, an der vier Männer beteiligt waren. Gegen Zahlung von 30 Millionen DM Lösegeld ließen sie ihn am 26. April frei. Seine Verschleppung, Gefangenschaft und Befreiung schildert und reflektiert er in einem Buch mit dem Titel Im Keller, erschienen 1997. Von ihm beauftragte Ermittler halfen entscheidend dabei, den Drahtzieher der Entführung in Südamerika ausfindig zu machen und so der deutschen Strafjustiz zuzuführen. Auch die drei Mittäter wurden gestellt und zu langjährigen Haftstrafen verurteilt.

### Arno Schmidt
Um dem herzkranken Dichter Arno Schmidt Unabhängigkeit zu gewährleisten, bot Reemtsma ihm 1977 den damaligen Wert eines Nobelpreises in Höhe von 350.000 DM als Unterstützung an. Zwei Jahre nach dessen Tod ermöglichte er 1981 die Gründung der „Arno Schmidt Stiftung“, deren alleiniger Vorstand er seit 1983 ist. Er ist zudem Mitherausgeber der „Bargfelder Ausgabe“ des Gesamtwerks von Arno Schmidt und liest in öffentlichen Lesungen daraus.

### Hamburger Institut für Sozialforschung
1984 gründete er das Hamburger Institut für Sozialforschung (HIS), das er von 1990 bis 2015 leitete. Dieses Institut hat etwa 60 Mitarbeiter, gibt die Zeitschrift Mittelweg 36 heraus und finanziert sich aus dem Stiftungsvermögen. In der breiten Öffentlichkeit wurde es nicht zuletzt durch zwei kontrovers diskutierte Wehrmachtsausstellungen bekannt, welche die Verbrechen der Wehrmacht in der Sowjetunion und auf dem Balkan zum Gegenstand hatten. Der polnische Historiker Bogdan Musiał und der ungarische Historiker Krisztián Ungváry wiesen Fehler bei der Zuordnung mehrerer Fotos nach, die bei der ersten Wehrmachtsausstellung (1995–1999) zu sehen waren. Das Institut kam durch gegen Musiał und andere angestrengte Prozesse in den Verdacht, Kritiker mundtot machen zu wollen. Die Ausstellung wurde nach dem Nachweis, dass etwa 20 der mehr als 1400 Fotos nicht Verbrechen der Wehrmacht, sondern Opfer anderer zeigten, im November 1999 zurückgezogen und neu konzipiert. Die zweite Wehrmachtsausstellung fand in den Jahren 2001 bis 2004 statt. 2006 erschien Michael Verhoevens Dokumentarfilm Der unbekannte Soldat über die Reaktionen zur Wehrmachtsausstellung. Mitte Januar 2024 wurde bekanntgegeben, dass das Institut 2028 geschlossen wird.

### Hamburger Stiftung zur Förderung von Wissenschaft und Kultur
1984 gründete Reemtsma die Hamburger Stiftung zur Förderung von Wissenschaft und Kultur und förderte als ihr Vorstand zahlreiche Editionen, unter anderem von Theodor W. Adorno, Jean Améry und Walter Benjamin. Auch Forschungsvorhaben wurden von der Stiftung finanziert, so die Erarbeitung des Film-Kurier Index durch CineGraph – Hamburgisches Centrum für Filmforschung und Stiftung Deutsche Kinemathek.

### Christoph Martin Wieland
Als Mitherausgeber zahlreicher Werkausgaben Christoph Martin Wielands war Reemtsma maßgeblich an der Wiederherstellung von Wielands bei Weimar gelegenem und lange vernachlässigtem Gut Oßmannstedt beteiligt, das am 25. Juni 2005 als Museum und Forschungsdomizil neu eröffnet wurde. Anlässlich von Wielands 275. Geburtstag am 5. September 2008 ermöglichte Reemtsma die durch den Kölner Künstler Cornel Wachter initiierte Uraufführung des Stabat mater von Giovanni Battista Pergolesi in der deutschen Fassung, die Wieland 1781 schuf. Im März 2023 veröffentlichte Reemtsma seine umfassende Wieland-Biographie. Hierfür erhielt er im gleichen Monat eine Nominierung für den Preis der Leipziger Buchmesse in der Kategorie Sachbuch und Essayistik.

### Weiteres Mäzenatentum
1986 trug er mit zur Finanzierung der Hamburger Stiftung für politisch Verfolgte bei, die auf Initiative des einstigen Hamburger Bürgermeisters Klaus von Dohnanyi gegründet wurde.
Jan Philipp Reemtsma gehört zum Stiftungsrat der internationalen gemeinnützigen Stiftung Luwian Studies, deren Zweck „die Erforschung des zweiten Jahrtausends vor Christus im Westen Kleinasiens sowie die Verbreitung des Wissens darüber“ ist. Im Mai 2016 trat die Stiftung mit einer Website an die Öffentlichkeit. Gleichzeitig erschien Eberhard Zanggers Buch The Luwian Civilization – The Missing Link in the Aegean Bronze Age.

### Professuren
Reemtsma ist seit 1997 Honorarprofessor für Neuere deutsche Literatur an der Universität Hamburg. Im Jahr 1999 hatte er die Mercator-Professur an der Gerhard-Mercator-Universität Duisburg (heute: Universität Duisburg-Essen) inne.
2009 war Reemtsma als Gast an der Friedrich-Schiller-Universität Jena tätig (Schiller-Professur 2009).

### Weitere Lebensstationen
Für Jürgen Habermas hielt Reemtsma 2001 anlässlich der Verleihung des Friedenspreises des Deutschen Buchhandels die Laudatio, desgleichen am 25. Oktober 2003 die Laudatio für Alexander Kluge anlässlich der Darmstädter Verleihung des Georg-Büchner-Preises. Von 2003 bis 2006 war er Mitglied der Deutschen Akademie für Sprache und Dichtung in Darmstadt und von 2013 bis 2016 Mitglied im Wissenschaftsrat. Er ist Mitglied des PEN-Zentrums Deutschland.
Von 2012 bis Ende 2015 war er als Honorarkonsul der Republik Slowenien für Hamburg und Schleswig-Holstein tätig.

### Privates
Reemtsma ist mit der Psychoanalytikerin Ann Kathrin Scheerer verheiratet, ihr gemeinsamer Sohn ist der Musiker und Musikproduzent Johann Scheerer, der die Entführung seines Vaters in zwei Büchern verarbeitete. Wir sind dann wohl die Angehörigen. Die Geschichte einer Entführung aus dem Jahr 2018 wurde von Hans-Christian Schmid verfilmt. In dem gleichnamigen Film, der am 3. November 2022 ins Kino kam, wird Reemtsma von Philipp Hauß gespielt.

## Archiv
Im November 2017 übergab Jan Philipp Reemtsma sein literarisches und wissenschaftliches Archiv dem Deutschen Literaturarchiv Marbach. Es enthält neben Korrespondenzen mit zeitgenössischen Schriftstellern und Gelehrten, etwa Hans Magnus Enzensberger und Marcel Reich-Ranicki, auch Vorarbeiten zu Publikationen und Dokumente zu von ihm unterstützten wissenschaftlichen, künstlerischen und sozialen Projekten, Verlagen und Zeitschriften. Der Bestand wird über mehrere Jahre schrittweise nach Marbach überführt und erschlossen.

## Auszeichnungen
- 1997: Lessing-Preis der Freien und Hansestadt Hamburg
- 1999: Ehrendoktor der Universität Konstanz (Fachbereich Geschichte und Soziologie)
- 2001: Nicolas-Born-Preis des Landes Niedersachsen
- 2002: Leibniz-Medaille der Berlin-Brandenburgischen Akademie der Wissenschaften
- 2003: Heinz-Galinski-Preis der Heinz-Galinski-Stiftung
- 2005: Julius-Campe-Preis der Kritik
- 2007: Ehrendoktor der Universität Magdeburg
- 2007: Teddy Kollek Prize der Jerusalem Foundation
- 2008: Ferdinand-Tönnies-Medaille der Christian-Albrechts-Universität zu Kiel als erster Träger dieser Auszeichnung[19]
- 2008: Johannes Gutenberg-Stiftungsprofessur an der Johannes Gutenberg-Universität Mainz
- 2008: Verleihung der Ehrenbürgerschaft der Gemeinde Oßmannstedt, in der Christoph Martin Wieland von 1798–1803 lebte
- 2010: Verleihung des Preises für hervorragende Leistungen auf dem Gebiet der öffentlichen Wirksamkeit der Soziologie auf dem 35. Kongress der Deutschen Gesellschaft für Soziologie in Frankfurt am Main
- 2010: Preis für Verständigung und Toleranz des Jüdischen Museums Berlin
- 2010: Schillerpreis der Stadt Mannheim
- 2011: Schader-Preis[20]
- 2015: Gutenberg-Preis der Stadt Leipzig[21]
- 2022: Moses-Mendelssohn-Preis
- 2022: Weimar-Preis
- 2023: Bayerischer Buchpreis (Sachbuch) für Christoph Martin Wieland[22]
- 2024: Wuppertaler Poetikdozentur für faktuales Erzählen[23]

Nach hanseatischer Tradition lehnte Reemtsma die Annahme des ihm angetragenen Bundesverdienstkreuzes ab.

## Werke
- Das Hexameron von Harwich – Ein britisches Fragment. CMZ-Verlag, Rheinbach-Merzbach 1992, ISBN 3-87062-040-4.
- u. a. Falun. Reden & Aufsätze. Edition Tiamat, Berlin 1992, ISBN 3-923118-03-1.
- Das Buch vom Ich. Christoph Martin Wielands „Aristipp und einige seiner Zeitgenossen“. Haffmans, Zürich 1993 (= Dissertation Universität Hamburg 1993).
- Mehr als ein Champion. Über den Stil des Boxers Muhammad Ali. Klett-Cotta, Stuttgart 1995 (überarbeitete Neuausgabe in der Hamburger Edition, Hamburg 2013, ISBN 978-3-86854-269-1).
- Der Vorgang des Ertaubens nach dem Urknall. 10 Reden und Aufsätze. Haffmans, Zürich 1995.
- Im Keller. Hamburger Edition, Hamburg 1997, ISBN 3-930908-29-8.
- Mord am Strand. Allianzen von Zivilisation und Barbarei. Aufsätze und Reden. Hamburger Edition HIS, Hamburg 1998, ISBN 3-930908-34-4.
- Der Liebe Maskentanz. Aufsätze zum Werk Christoph Martin Wielands. Haffmans, Zürich 1999.
- Stimmen aus dem vorigen Jahrhundert. Hörbilder. Klett-Cotta, Stuttgart 2000, ISBN 3-608-93230-5.
- „Wie hätte ich mich verhalten?“ und andere nicht nur deutsche Fragen. Reden und Aufsätze. C. H. Beck, München 2001, ISBN 3-406-47398-9.
- Verbrechensopfer. Gesetz und Gerechtigkeit (mit Winfried Hassemer). C. H. Beck, München 2002, ISBN 3-406-49565-6.
- Die Gewalt spricht nicht. Drei Reden, Reclam (UB 18192), Stuttgart 2002, ISBN 3-15-018192-5.
- Warum Hagen Jung-Ortlieb erschlug. Unzeitgemäßes über Krieg und Tod. C. H. Beck, München 2003, ISBN 3-406-49427-7.
- Das unaufhebbare Nichtbescheidwissen der Mehrheit. Sechs Reden über Literatur und Kunst. C. H. Beck, München 2005, ISBN 3-406-53724-3.
- Folter im Rechtsstaat? Hamburger Edition HIS, Hamburg 2005, ISBN 3-936096-55-4.
- Rudi Dutschke, Andreas Baader und die RAF (mit Wolfgang Kraushaar und Karin Wieland). Hamburger Edition HIS, Hamburg 2005, ISBN 3-936096-54-6.
- Über Arno Schmidt. Vermessungen eines poetischen Terrains. Suhrkamp, Frankfurt am Main 2006, ISBN 978-3-518-41762-1.
- Gebt der Erinnerung Namen. Zwei Reden (mit Saul Friedländer). C. H. Beck, München 2007, ISBN 978-3-406-42108-2.
- Vertrauen und Gewalt. Versuch über eine besondere Konstellation der Moderne. Hamburger Edition HIS, Hamburg 2008, ISBN 978-3-936096-89-7.
- Schriften zur Literatur. Gesamtwerk. (3 Bände) C. H. Beck, München 2015, ISBN 978-3-406-68330-5.
- Was heißt: einen literarischen Text interpretieren? Voraussetzungen und Implikationen des Redens über Literatur. C. H. Beck, München 2015, ISBN 978-3-406-69098-3.
- Gewalt als Lebensform. Zwei Reden. Reclam, Stuttgart 2016, ISBN 978-3-15-019382-2.
- Einige Hunde. Insel Verlag, Berlin 2017, ISBN 978-3-458-19432-3.
- Weg war das Ihmchen. Illustriert von Nikolaus Heidelbach, Kampa Verlag, Zürich 2020, ISBN 978-3-311-40002-8.
- Helden und andere Probleme: Essays. Wallstein Verlag, Göttingen 2020, ISBN 978-3-8353-3832-6.
- Christoph Martin Wieland. Die Erfindung der modernen deutschen Literatur. C. H. Beck, München 2023, ISBN 978-3-406-80070-2.
- »Sagt, hab ich recht?« Drei Reden zur Gegenwart alter Probleme. Hamburger Edition, Hamburg 2024, ISBN 978-3-86854-396-4.

Artikel in Zeitungen
- Die Skala des Scheußlichen ist nach unten offen. Ein Gespräch über Gewalt im 20. Jahrhundert und die Verbrechen der Wehrmacht. In: Frankfurter Rundschau, 14. April 1997.
- Die wenig scharf gezogene Grenze zwischen Normalität und Verbrechen. Rede zur Eröffnung der Wehrmachtsausstellung in der Frankfurter Paulskirche. In: Frankfurter Rundschau, 15. April 1997.
- Nathan schweigt. Die Dankrede zum Lessing-Preis. In: Die Zeit, 28. November 1997.
- Worüber zu reden ist. Entgegnung auf Dohnanyi. In: Frankfurter Allgemeine Zeitung, 26. November 1998.
- Die einzige Lösung. Erträglich wird das Votum für das Holocaust-Mahnmal nur, wenn die Zwangsarbeiter entschädigt und die Gedenkstätten gesichert werden. In: Die Zeit, 17. Juni 1999.
- Komet. Ach, ihr Glücklichen um mich her. Zum 175. Todestag von Jean Paul. In: Frankfurter Rundschau, 11. November 2000.
- Die Fälle Jürgen W. Möllemann und Martin Walser: Die Elite und der Mob. In: Frankfurter Rundschau, 1. Juni 2002.
- Was sind eigentlich Opferinteressen? In: Rechtsmedizin 2005, S. 86–91.
- Lust an Gewalt. In: Die Zeit, 11/2007. (online zeit.de)

Herausgeberschaften
- mit Bernd Rauschenbach: „Wu Hi?“. Arno Schmidt in Görlitz Lauban Greiffenberg. Edition der Arno Schmidt Stiftung im Haffmans Verlag, Zürich 1986, ISBN 3-251-00029-2
- mit Mauro Basaure und Rasmus Willig: Erneuerung der Kritik. Axel Honneth im Gespräch. Campus, Frankfurt a. M. (u. a.) 2009, ISBN 978-3-593-38859-5
- mit Hans-Peter Nowitzki: Christoph Martin Wieland: Ein paar Goldkörner oder Was ist Aufklärung? Ein Lesebuch, Wallstein, Göttingen 2022, ISBN 978-3-8353-5128-8.

Hörbuchaufnahmen von Werken Arno Schmidts
- Kaff auch Mare Crisium (10 CD) HoCa Verlag 2004
- Verschobene Kontinente. Gelesen von J. Kersten, B. Rauschenbach, J. P. Reemtsma (4 CD)
- SWR-Hörbuch 6. (2 CD) Chlodwig Verlag 1999
- Zettels Traum und anderes. Verlag F. J. Knape 1991 (1 MC)

Hörspiele
- 2008: Holunderblüte – Ein möglicher Arno-Schmidt-Monolog – Regie: Christiane Ohaus (RB/SR)